# Vilazodonă
Vilazodona (cu denumirea comercială Viibryd, printre altele) este un medicament antidepresiv atipic, fiind utilizat în tratamentul depresiei majore. Calea de administrare disponibilă este cea orală.